# 긴급조치
긴급조치(緊急措置)는 1972년 개헌된 대한민국의 유신 헌법 53조에 규정되어 있던, 대통령의 권한으로 취할 수 있었던 특별조치를 말한다. 당시 대한민국의 대통령이었던 박정희는 이 조치를 발동함으로써 “헌법상의 국민의 자유와 권리를 잠정적으로 정지”할 수 있는 권한을 가졌다. 이는 역대 대한민국 헌법 가운데 대통령에게 가장 강력한 권한을 위임했던 긴급권으로, 1974년 1월 8일 긴급조치 제1호를 시작으로 총 9차례 공포했다. 1979년 10.26 사건으로 박정희 대통령이 사망한 직후 신군부(전두환 정권)의 주도로 1980년 10월 27일 헌법이 개정되면서 폐지되었다.
1977년에 재판받은 긴급조치 9호 위반 피고인 118명 가운데 91명, 1978년에는 189명 가운데 153명이 1년이상의 징역형이 선고받았지만 1976년 서울지방법원 영등포지원 재판부(재판장: 이영구, 배석 조호은, 민형기)는 후진국 일수록 1당 독재 정권이라고 말한 고등학교 교사에게 무죄를 선고했다가 2개월뒤 전주지방법원으로 전보되어 다음달 사임했다.
진실ㆍ화해를 위한 과거사정리위원회가 2007년 1월 31일에 박정희 정권시절 긴급조치 위반으로 기소된 589개의 사건 판결문 1412개를 분석하여  '2006년 하반기 조사보고서'를 작성해 국회와 청와대에 제출하면서 윤관, 최종영, 김용철, 민복기 등 전직 대법원장과 함께 이강국 헌법재판소장, 이공현, 민형기 헌법재판관과 양승태, 김황식, 박일환, 이홍훈 대법관과 장윤기 법원행정처장, 손기식 사법연수원장, 권혁남 부산고등법원장, 오세빈 대전고등법원장, 김진기 대구고등법원장, 이호원 서울가정법원장 등 고위법관 등이 포함된 당시 재판에 관여한 판사의 총 492명을 공개했다. 이 가운데 101명이 지방법원장급 이상의 직위까지 올라갔다.
제53조 ① 대통령은 천재·지변 또는 중대한 재정·경제상의 위기에 처하거나,국가의 안전보장 또는 공공의 안녕질서가 중대한 위협을 받거나 받을 우려가 있어, 신속한 조치를 할 필요가 있다고 판단할 때에는 내정·외교·국방·경제·재정·사법 등 국정전반에 걸쳐 필요한 긴급조치를 할 수 있다. 

## 본문

### 긴급조치 제1호
① 대한민국 헌법을 부정, 반대, 왜곡 또는 비방하는 일체의 행위를 금한다.
② 대한민국 헌법의 개정 또는 폐지를 주장, 발의, 청원하는 일체의 행위를 금한다.
③ 유언비어를 날조, 유포하는 일체의 행위를 금한다.
④ 전 1, 2, 3호에서 금한 행위를 권유, 선동, 선전하거나 방송, 보도, 출판, 기타 방법으로 이를 타인에게 알리는 일체의 언동을 금한다.
⑤ 이 조치에 위반한 자와 이 조치를 비방한 자는 법관의 영장 없이 체포, 구속, 압수, 수색하며 15년 이하의 징역에 처한다. 이 경우에는 15년 이하의 자격정지를 병과할 수 있다.
⑥ 이 조치에 위반한 자와 이 조치를 비방한 자는 비상군법회의에서 심판, 처단한다.
⑦ 이 조치는 1974년 1월 8일 17시부터 시행한다.

### 긴급조치 제2호
- 긴급조치를 위반한 자를 처벌하는 비상군법회의 설치
- 중앙정보부 부장이 사건의 정보, 조사, 보안업무를 조정, 감독

#### 적용 사례
- 1974년 1월 15일, 긴급조치 1호 위반자에 대한 비상보통군법회의: 장준하, 백기완에 징역15년, 자격정지 15년

### 긴급조치 제3호
〈국민생활 안정을 위한 대통령 긴급조치〉
저소득층의 조세부담을 경감하기 위한 근로소득세, 주민세 등의 면제 또는 대폭 경감, 국민복지 연금제도 실시의 보류, 통행세 감면, 미곡수매가 소급 인상, 영세민 취로사업지 확보, 중소상공업자에 대한 특별저리융자, 임금체불 등 부당노동행위 가중처벌, 재산세 면세점 인상 및 사치성 품목에 대한 조세중과, 공무원 임금인상의 조기실시, 쌀 연탄 가격의 안정, 비생산적 대출 억제 등

### 긴급조치 제4호
긴급조치 제4호는 1974년 4월 3일 오후 10시 청와대에서 열림 임시국무회의에서 이봉성 법무부 장관의 제안으로 심의, 의결되었다. 같은 해, 8월 23일, 오전 10시를 기해 긴급조치 1,4호는 해제되었다. 마찬가지로 박정희 대통령이 청와대에서 주제한 임시국무회의에서 긴급조치 해제를 의결하였지만, 이 시기 재판에 계류 중이나, 처벌 받은 자에게 영향을 미치지 아니한다고 밝혔다.

- 민청학련과 이것에 관련한 제 단체의 조직에 가입하거나, 그 활동을 찬동, 고무 또는 동조하거나 그 구성원에게 장소, 물건, 금품 그 외의 편의를 제공하거나 그 활동에 관한 문서, 도서, 음반, 그 외의 표현물을 출판, 제작, 소지, 배포, 전시, 판매하는 것을 일제히 금지한다.
- 이 조치를 위반한 자, 이 조치를 비방한 자는 영장 없이 체포되어 비상군법회의에서 사형, 무기 또는 5년 이상의 징역형에 처한다.
- 학생의 출석거부, 수업 또는 시험의 거부, 학교 내외의 집회, 시위, 성토, 농성, 그 외의 모든 개별적 행위를 금지하고 이 조치를 위반한 학생은 퇴학, 정학처분을 받고 해당학교는 폐교처분을 받는다.
- 군의 지구사령관은 서울특별시장, 부산시장 또는 도지사에게 학생탄압을 위한 병력출동 요청을 받을 때는 이에 응하고 지원해야 한다.

#### 반유신운동 탄압
- 1974.3.1. 서강대와 경북대 반유신 시위
- 4.3. '전국민주청년학생총연맹(민청학련) '민중 민족 민주선언' 발표, 전국 시위 계획->4월 3일 밤부터 대대적으로 학생들 검거
- 5일까지 200여명 검거, 총 1,024명 수사
- 윤보선, 박형규, 김동길, 김찬국 등 기소, 180명 군사재판에 회부, 이철, 김지하 등 사형선고

#### 재판과정의 불공정성
- 피고인 가족 1인에게만 방청 허용
  - 피고인들의 형량: 사형 9명, 무기징역 21명, 그 외 140명 형량합이 1,650년

### 긴급조치 제5호
〈대통령긴급조치제1호와동제4호의해제에관한긴급조치〉
1. 대통령 긴급조치 제1호와 동 제4호를 해제한다.
2. 해제당시, 대통령 긴급조치 제1호 또는 동 제4호에 규정된 죄를 범하여, 그 사건이 재판 계속 중에 있거나 처벌을 받은 자에게는 영향을 미치지 아니한다.
3. 이 조치는 1974년 8월 23일 10시부터 시행한다.

### 긴급조치 제6호
〈대통령긴급조치제3호의해제조치〉
1. 대통령긴급조치 제3호 「국민생활의 안정을 위한 대통령긴급조치」를 해제한다.
2. 해제당시 대통령긴급조치 제3호의 적용을 이미 받았거나 받을 사항에 대하여는 영향을 미치지 아니하며 그에 관한 사항의 처리는 종전의 예에 의한다.
3. 해제당시 대통령긴급조치 제3호에 의하여 부과하였거나 부과할, 또는 감면하였거나 감면할 제세에 관하여는 종전의 예에 의한다.
4. 해제당시 대통령긴급조치 제3호에 위반한 행위에 대한 벌칙의 적용과 그 재판관할에 있어서는 종전의 예에 의한다.
5. 이 조치는 1975년 1월 1일 0시부터 시행한다.

### 긴급조치 제7호
1. 1975년 4월 8일 17시를 기하여 고려대학교에 대하여 휴교를 명한다.
2. 동교내에서 일체의 집회, 시위를 금한다.
3. 위 제1,2호를 위반한 자는 3년 이상 10년 이하의 징역에 처한다. 이 경우 10년 이하의 자격정지를 병과할 수 있다.
4. 국방부장관은 필요하다고 인정한 때에 병력을 사용하여 동교의 질서를 유지할 수 있다.
5. 이 조치에 위반한 자는 법관의 영장없이 체포·구금·압수·수색할 수 있다.
6. 이 조치에 위반한 자는 일반법원에서 관할심판한다.
7. 이 조치는 1975년 4월 8일 17시부터 시행한다.

### 긴급조치 제8호
〈대통령긴급조치제7호의해제조치〉
1. 대통령긴급조치 제7호를 해제한다.

### 긴급조치 제9호
① 다음 각 호의 행위를 금한다.
가. 유언비어를 날조, 유포하거나 사실을 왜곡하여 전파하는 행위
나. 집회·시위 또는 신문, 방송, 통신 등 공중전파 수단이나 문서, 도화, 음반 등 표현물에 의하여 대한민국 헌법을 부정·반대·왜곡 또는 비방하거나 그 개정 또는 폐지를 주장·청원·선동 또는 선전하는 행위
다. 학교 당국의 지도, 감독 하에 행하는 수업, 연구 또는 학교장의 사전 허가를 받았거나 기타 예외적 비정치적 활동을 제외한 학생의 집회·시위 또는 정치 관여 행위
라. 이 조치를 공연히 비방하는 행위
② 제1에 위반한 내용을 방송·보도 기타의 방법으로 공연히 전파하거나, 그 내용의 표현물을 제작·배포·판매·소지 또는 전시하는 행위를 금한다.
③ 재산을 도피시킬 목적으로 대한민국 또는 대한민국 국민의 재산을 국외에 이동하거나 국내에 반입될 재산을 국외에 은닉 또는 처분하는 행위를 금한다.
④ 관계 서류의 허위 기재 기타 부정한 방법으로 해외 이주의 허가를 받거나 국외에 도피하는 행위를 금한다.
⑤ 주무부장관은 이 조치 위반자·범행 당시의 그 소속 학교·단체나 사업체 또는 그 대표자나 장에 대하여 다음 각 호의 명령이나 조치를 할 수 있다.
가. 대표자나 장에 대한, 소속 임직원·교직원 또는 학생의 해임이나 제적의 명령
나. 대표자나 장·소속 임직원·교직원이나 학생의 해임 또는 제적의 조치
다. 방송·보도·제작·판매 또는 배포의 금지 조치
라. 휴업·휴교·정간·폐간·해산 또는 폐쇄의 조치
마. 승인·등록·인가·허가 또는 면허의 취소 조치
⑥ 국회의원이 국회에서 직무상 행한 발언은 이 조치에 저촉되더라도 처벌되지 아니한다. 다만 그 발언을 방송·보도·기타의 방법으로 공연히 전파한 자는 그러하지 아니한다.
⑦ 이 조치 또는 이에 의한 주무부장관의 조치에 위반한 자는 1년 이상의 유기징역에 처한다. 이 경우에는 10년 이하의 자격정지를 병과한다. 미수에 그치거나 예비 또는 음모한 자도 또한 같다.
⑧ 이 조치 또는 이에 의한 주무부장관의 조치에 위반한 자는 법관의 영장 없이 체포·구속·압수 또는 수색할 수 있다.
⑨ 이 조치 시행 후, 특정범죄 가중처벌 등에 관한 법률 제2조(뇌물죄의 가중처벌)의 죄를 범한 공무원이나 정부관리·기업체의 간부직원 또는 동법 제5조(국고손실)의 죄를 범한 회계관계직원 등에 대하여는, 동법 각조에 정한 형에, 수뢰액 또는 국고손실액의 10배에 해당하는 벌금을 병과한다.
⑩ 이 조치 위반의 죄는 일반법원에서 심판한다.
⑪ 이 조치의 시행을 위하여 필요한 사항은 주무부장관이 정한다.
⑫ 국방부 장관은 서울특별시장, 부산시장 또는 도지사로부터 치안질서유지를 위한 병력출동의 요청을 받은 때에는 이에 응하여 지원할 수 있다.
⑬ 이 조치에 의한 주무부장관의 명령이나 조치는 사법적 심사의 대상이 되지 아니한다.
⑭ 이 조치는 1975년 5월 13일 15시부터 시행한다.

## 긴급조치 관련조항의 변화
긴급조치는 1979년 10.26 사건으로 박정희 사망 후 1980년 10월 27일 대한민국 헌법이 개정되면서 사라졌다. 대신 비상조치가 생겼는데, 긴급조치와는 달리 입법부의 사후 의결을 받아야 하고, 사법적 심사의 대상이 될 수 있다. 또한 비상조치를 해제할 수 있는 온전한 권한을 국회에 부여하였다. 이는 1987년 개정된 대한민국 헌법 제76조에 언급된 ‘처분’, ‘명령’으로 이어진다.

## 위헌 판결
2010년 12월 16일 대법원은 긴급조치 1호에 의해 복역한 오종상에게 모든 혐의 무죄를 선고하면서, 긴급조치 1호가 위헌이라고 판시하였다. 그는 1974년 유신 체제를 비판한 혐의(대통령긴급조치ㆍ반공법 위반)로 징역 3년을 선고받고 복역했으나, 2010년 대법원은 “당시 유신헌법상의 발동 요건조차 갖추지 않고 한계를 벗어나 국민의 기본권을 침해했기 때문에 위헌”이라고 설명했다.
2011년 2월 11일 서울고등법원은 긴급조치 4호가 “헌법에 보장된 국민의 기본권을 침해해 유신헌법에 어긋나 위헌이며 현행 헌법에 비춰보더라도 위헌”이라고 판시했다.
2013년 3월 21일 헌법재판소는 긴급조치 1·2·9호가 "국민의 기본권을 침해하고 현행 헌법에 어긋나 위헌"이라고 판시했다.
2013년 5월 16일 대법원 전원합체는 긴급조치 제4호가 위헌이라는 판결을 내렸다. 재판부는 “긴급조치 4호는 민주주의의 본질적인 요소인 표현의 자유를 침해하고 영장주의에 위배되는 등 헌법상 보장된 국민의 기본권을 침해한다"며 "유신헌법은 물론 현행 헌법에 비춰 보더라도 위헌이므로 무효”라고 판시를 했다.

## 피해자 유형
진실화해위가 긴급조치로 기소된 589건의 재판을 조사한 결과에 따르면 282건(48%)이 음주 대화나 수업중 박정희ㆍ유신체제를 비판한 경우에 해당돼 가장 많았고 191건(32%)은 유신반대ㆍ긴급조치 해제 촉구시위ㆍ유인물 제작과 같은 학생운동 관련 사건이다. 85건(14.5%)은 반유신 재야운동ㆍ정치활동, 29건(5%)은 국내재산 해외반출ㆍ공무원범죄 등, 2건(0.5%)은 간첩사건으로 파악됐다. 긴급조치로 인해 처벌받은 피해자 수는 1140명으로 추정된다.

### 사형 집행
1975년 4월 8일에 판결이 확정된 8명이 1975년 4월 8일에 군에 의해서 집행되었다.

## 같이 보기
- 긴급명령권
- 민청학련 사건
- 인민혁명당 사건
- 긴급조치 판사 명단